# Huy chương vàng của Trung tâm nghiên cứu Khoa học quốc gia Pháp
Huy chương vàng của Trung tâm nghiên cứu Khoa học quốc gia Pháp là một giải thưởng cao quý nhất về khoa học, do Trung tâm Nghiên cứu Khoa học Quốc gia Pháp trao hàng năm cho những người có đóng góp đặc biệt xuất sắc vào việc nghiên cứu khoa học. 
Huy chương này được thiết lập từ năm 1954. Ngoài Huy chương vàng, hàng năm Trung tâm Nghiên cứu Khoa học Quốc gia Pháp cũng trao các Huy chương bạc, Huy chương đồng và Huy chương đổi mới.

## Các người đoạt Huy chương vàng
- 1954: Émile Borel (toán học)
- 1955: Louis de Broglie (Vật lý) (Giải Nobel Vật lý 1929)
- 1956: Jacques Hadamard (toán học)
- 1957: Gaston Dupouy (Vật lý)
- 1958: Gaston Ramon (Miễn dịch học)
- 1959: André Danjon (Vật lý thiên văn)
- 1960: Raoul Blanchard (Địa lý)
- 1961: Pol Bouin (Sinh lý học)
- 1962: Marcel Delépine (Hóa học)
- 1963: Robert Courrier (Sinh học)
- 1964: Alfred Kastler (Vật lý) (Giải Nobel Vật lý 1966)
- 1965: Louis Néel (Vật lý) (Giải Nobel Vật lý 1970)
- 1966: Paul Pascal (Hóa học)
- 1967: Claude Lévi-Strauss (Dân tộc học)
- 1968: Boris Ephrussi (Di truyền học)
- 1969: Georges Chaudron (Hóa học)
- 1970: Jacques Friedel (Vật lý)
- 1971: Bernard Halpern (Miễn dịch học)
- 1972: Jacques Oudin (Miễn dịch học)
- 1973: André Leroi-Gourhan (Dân tộc học)
- 1974: Edgar Lederer (Hóa sinh)
- 1975
  - Raimond Castaing (Vật lý)
  - Christiane Desroches Noblecourt (Ai Cập học)
- 1976: Henri Cartan (Toán học)
- 1977: Charles Fehrenbach (Thiên văn học)
- 1978
  - Maurice Allais (Kinh tế học) (Giải Nobel Kinh tế 1988)
  - Pierre Jacquinot (Vật lý)
- 1979: Pierre Chambon (Sinh học)
- 1980: Pierre-Gilles de Gennes (Vật lý) (Giải Nobel Vật lý 1991)
- 1981
  - Jean-Marie Lehn (Hóa học) (Giải Nobel Hóa học 1987)
  - Roland Martin (Khảo cổ học)
- 1982: Pierre Joliot (Hóa sinh)
- 1983: Évry Schatzman (Vật lý thiên văn)
- 1984
  - Jean Brossel (Vật lý học)
  - Jean-Pierre Vernant (Lịch sử)
- 1985: Piotr Slonimski (Di truyền học)
- 1986: Nicole Le Douarin (Phôi học)
- 1987
  - Georges Canguilhem (Triết học)
  - Jean-Pierre Serre (Toán học) (Huy chương Fields 1954)
- 1988: Philippe Nozières (Vật lý học)
- 1989: Michel Jouvet (Sinh học)
- 1990: Marc Julia (Hóa học)
- 1991: Jacques Le Goff (Lịch sử)
- 1992: Jean-Pierre Changeux (Sinh học thần kinh)
- 1993: Pierre Bourdieu (Xã hội học)
- 1994: Claude Allègre (Địa vật lý)
- 1995: Claude Hagège (Ngôn ngữ học)
- 1996: Claude Cohen-Tannoudji (Vật lý) (Giải Nobel Vật lý 1997)
- 1997: Jean Rouxel (Hóa học)
- 1998: Pierre Potier (Hóa học)
- 1999: Jean-Claude Risset (Tin học âm nhạc)
- 2000: Michel Lazdunski (Hóa sinh)
- 2001: Maurice Godelier (Nhân loại học)
- 2002: Claude Lorius & Jean Jouzel (Khí hậu học)
- 2003: Albert Fert (Vật lý) (Giải Nobel Vật lý 2007)
- 2004: Alain Connes (Toán học) (Huy chương Fields 1982)
- 2005: Alain Aspect (Vật lý lượng tử)
- 2006: Jacques Stern (cryptologie=Nghiên cứu và Phân tích mật mã)
- 2007: Jean Tirole (Kinh tế học)
- 2008: Jean Weissenbach[2] (Di truyền học)
- 2009: Serge Haroche (Vật lý)
- 2010: Gérard Férey (Hóa học)
- 2011: Jules A. Hoffmann (Sinh học) (Giải Nobel Sinh lý và Y khoa 2011)
- 2012: Philippe Descola (Nhân loại học)
- 2013: Margaret Buckingham (Sinh học)
- 2014: Gérard Berry (Tin học)